# Liste der Temperaturrekorde in Deutschland
Dieser Artikel listet Temperaturrekorde in Deutschland. Damit werden Temperaturextrema in Deutschland erfasst. Hierbei werden – für Werte nach seiner Gründung –  nur offizielle Werte des Deutschen Wetterdienstes (DWD) berücksichtigt.

## Hitzerekorde
Meteorologisch gemessene Lufttemperaturen.
| Temperatur °C | Datum         | Ort | Bemerkung |
| ------------- | ------------- | --- | --- |
| 41,2 °C       | 25. Juli 2019 | Duisburg-Baerl und Tönisvorst Nordrhein-Westfalen                                                         | Ursache für die Hitze waren die Hitzewellen in Europa 2019. Zunächst galt eine am selben Tag in Lingen (Ems) gemessene Temperatur von 42,6 °C als Hitzerekord. Am 17. Dezember 2020 teilte der DWD mit, dass er den in Lingen gemessenen Temperaturrekord aus seinen Daten löschen bzw. annullieren wird, da dieser nur aufgrund eines „Wärmestaus“ und damit fehlerhaft zustande gekommen sei. |
| 40,5 °C       | 24. Juli 2019 | NATO-Flugplatz Geilenkirchen bei Geilenkirchen, Nordrhein-Westfalen                                       | Wert im Zuge der Hitzewellen in Europa 2019 erreicht. |
| 40,3 °C       | 5. Juli 2015  | Kitzingen, Bayern                                                                                         | Siehe auch: Hitzewellen in Europa 2015 – Erste Phase Juni/Juli; am 7. August 2015 wurde dieser Wert erneut erreicht. |
| 40,2 °C       | 27. Juli 1983 | Gärmersdorf, Bayern                                                                                       | Im Sommer 2003, der als „Jahrhundertsommer“ bekannt wurde, waren in anderen europäischen Staaten, nicht aber in Deutschland, neue Hitzerekorde erreicht worden; in Deutschland erreichten mehrere Orte mit 40,2 Grad die alte Höchstmarke aus dem Jahr 1983. |
| 40,1 °C       | 20. Juli 2022 | Hamburg-Neuwiedenthal Hamburg                                                                             | mehrere Hitzewellen in Mitteleuropa 2022. |
| 39,6 °C       | 2. Juli 1952  | Neustadt/Weinstraße, Rheinland-Pfalz und Schallstadt-Mengen (Breisgau-Hochschwarzwald), Baden-Württemberg | Hitzewelle in Mitteleuropa |
| (39,8 °C)     | 18. Aug. 1892 | Amberg, Bayern                                                                                            | Der Wert findet sich für den 18. August 1892 im „Deutschen Meteorologischen Jahrbuch – Bayern“ für die Station „Amberg“ (Stationshöhe 519 m). |

## Kälterekorde
Meteorologisch gemessene Lufttemperaturen.
| Temperatur °C | Datum         | Ort               | Bemerkung |
| ------------- | ------------- | ----------------- | --------- |
| −37,8 °C      | 12. Feb. 1929 | Wolnzach, Bayern  |           |
| −35,6 °C      | 14. Feb. 1940 | Zugspitze, Bayern |           |

Weitere, allerdings nicht als offiziell anerkannte besonders niedrige Werte wurden 2001 am Funtensee gemessen.